# Future Cruise/Anti-Ship Weapon
El FC/ASW ("Future Cruise/Anti-Ship Weapon", en español: Futuro Arma de Crucero/Antibuque), FMAN/FMC ("Futur misil anti-navire/Futur misil de croisière" en francés) o SPEAR 5 es un programa de misiles de nueva generación lanzado por Francia y el Reino Unido en 2017 para suceder a su MBDA Storm Shadow desarrollado conjuntamente, así como a sus respectivos misiles antibuque Exocet y Harpoon. Financiado por igual por ambos países, el proyecto está liderado por el fabricante europeo de misiles MBDA y es producto de la estrecha relación de defensa establecida entre ambas naciones por elTratados de Lancaster House. En junio de 2023, se anunció que Italia se uniría al programa.
El estudio conceptual del FC/ASW, presentado en 2011 en el Salon du Bourget de París, se lo llamó Perseus o CVS401 Perseus (llamado así por el héroe griego Perseo), un estudio conceptual de un misil de crucero hipersónico sigiloso realizado por MBDA en consulta con las Armadas Británica y Francesa. Fue producido por 10 ingenieros que trabajaron en el diseño durante seis meses.
En 2017, se firmó un acuerdo entre los dos países para el lanzamiento de una fase conceptual del programa y, en marzo de 2019, MBDA anunció que la revisión clave del programa se completó con éxito en cooperación con la Agencia Francesa de Adquisiciones de Defensa (DGA) y el Equipo y Apoyo de Defensa Británico (DE&S).
El 18 de febrero de 2022, un acuerdo y contratos asociados firmados por el titular de la DGA, su homólogo británico y el director general de MBDA confirmaron el inicio de los trabajos de preparación para el FC/ASW.
El programa parece estar persiguiendo ahora dos conceptos de misiles complementarios: un misil de crucero subsónico observable bajo y un misil supersónico altamente maniobrable; con la aparente interrupción de una solución hipersónica.

## Historia
En la Cumbre de Seguridad Reino Unido-Francia de 2016, las dos partes se comprometieron a trabajar en una "fase de concepto conjunto para el programa FC/ASW para identificar soluciones para el reemplazo de los misiles MBDA Storm Shadow para ambos países, Harpoon para el Reino Unido y Exocet para Francia". En la Cumbre Reino Unido-Francia de 2018, se reafirmó el programa FC/ASW.
En julio de 2021, el entonces secretario de Estado de Defensa inglés, Jeremy Quin, respondió a una pregunta sobre la fecha de entrada en servicio de FC/ASW, afirmando: "La suposición de planificación para la entrada en servicio de Future Cruise/Anti-Ship Weapon en la fragata Tipo 26 y el avión Typhoon es 2028 y 2030 respectivamente".
En septiembre de 2021, Francia pospuso la firma de un Memorando de Entendimiento para avanzar en el proyecto en respuesta al pacto de seguridad AUKUS en el que Australia canceló la adquisición de submarinos convencionales de diseño francés a favor de submarinos nucleares basados en Estados Unidos y tecnología del Reino Unido. En noviembre, el Primer Lord del Mar, el almirante Tony Radakin, le dijo al Comité de Defensa Selecto de la Cámara de los Comunes que las opciones para FC/ASW aún estaban "siendo analizadas", incluidas posibles armas hipersónicas. Si aún se buscara un enfoque de colaboración, esto podría retrasar la introducción de estas armas hasta la década de 2030.
En 2022, el Reino Unido y Francia firmaron un acuerdo gubernamental y contratos asociados como parte del programa FC/ASW.  Esto también vino con el anuncio de que el programa había comenzado a evaluar dos conceptos complementarios para el diseño del misil:
- Un misil subsónico de baja observación.
- Un misil supersónico con alta maniobrabilidad.

Todavía no hay una confirmación firme de si el programa producirá un solo sistema a partir de uno de estos dos conceptos capaces de participar por igual en los roles antibuque y de ataque terrestre o si producirá ambos conceptos como armas separadas: un misil de crucero subsónico sigiloso que se centra principalmente en ataque terrestre y un misil supersónico que se centra más en la lucha contra el transporte marítimo. Sin embargo, la descripción del comunicado de prensa de "conceptos complementarios" además de otro material de marketing de MBDA que muestra dos armas separadas ha reforzado la última hipótesis. Curiosamente, el programa parece haber descartado el desarrollo potencial de un misil hipersónico y, en cambio, optó por invertir más en sistemas de propulsión subsónicos/supersónicos bien establecidos.

## Características
El FC/ASW (Concepto Perseus) funciona con un motor estatorreactor, mide cinco metros (16 pies) de largo, pesa alrededor de 800 kilogramos (1800 libras) y tiene una carga útil que comprende una principal de 200 kilogramos (440 libras) y dos de 50 kilogramos (110 lb) de ojivas subsidiarias. Estas ojivas pueden contribuir directamente al impacto general o ser expulsadas de las bahías laterales antes de que el misil alcance su objetivo, actuando de hecho como submuniciones. Esta característica única permite que un solo Perseus golpee varios objetivos en la misma área general o golpee un solo objetivo grande (como un portaaviones) en varias áreas diferentes simultáneamente, con el objetivo de maximizar el daño.
“En este caso, se podría seleccionar un patrón de ataque lineal, las municiones golpean las secciones delantera, central y trasera simultáneamente. Si se requiere una explosión unitaria, los efectores permanecen a bordo del misil principal para agregar su efecto de explosión a la ojiva central".
Se prevén dos tipos de perfiles de ataque: un enfoque a gran altitud, para atacar objetivos terrestres; y una aproximación a baja altitud rozando el mar que termina en un enfrentamiento 'emergente' cuando se trata de amenazas en la superficie como buques de guerra enemigos.
Los misiles "rozando el mar en la parte superior de la ola" seguidos de una maniobra emergente solo permitirían un tiempo de respuesta estimado de 3 segundos para los buques de guerra enemigos.
El conjunto de sensores del concepto de misiles incluye:
- Un radar e-scan activo multimodo con radar de apertura sintética y agudización del haz Doppler.
- Un radar láser (lidar) para imágenes de fase terminal y reconocimiento Automático de Objetivos.

El misil también cuenta con una "capacidad de guía láser semiactiva ". MBDA cree que este método de orientación seguirá siendo importante para la focalización sensible al tiempo durante muchos años por venir. El enlace de datos satelital se incorporará para la reorientación en vuelo, utilizando conjuntos de antenas activas de perfil delgado y baja observabilidad".
El misil se lanzará con VLS y es compatible con el sistema de lanzamiento vertical estadounidense Mark 41 (que se instalará en las fragatas Tipo 26 de la Marina Real Británica) y el A70 Sylver VLS francés (actualmente instalado en las fragatas clase FREMM de la marina francesa).

## Operadores potenciales
Francia
- Fuerza Aérea Francesa
- Armada francesa

 Reino Unido
- Fuerza Aérea Real
- Marina Real

 Italia
- Fuerza Aérea Italiana
- Armada Italiana